# Mathilde Laigle
Pour les articles homonymes, voir Laigle (homonymie).
Mathilde Laigle est une historienne française du début du XXe siècle, née le 24 mars 1865 à Vandoncourt et morte le 1er mai 1950 à Beaumont-de-Pertuis.
Elle est remarquable à plusieurs titres : elle est une des premières femmes françaises diplômées de l'enseignement supérieur américain ; elle est la première à avoir publié une édition critique du Livre des trois vertus de Christine de Pisan, parcourant l'Europe et ses bibliothèques à la recherche des premières éditions de l'œuvre ; elle a publié un essai sur le milieu historique et littéraire de Christine de Pisan qui, outre une controverse avec Ernest Langlois, lui a valu d'être aujourd'hui reconnue comme une des pionnières de l'histoire des femmes ; enfin c'est une des premières femmes françaises à avoir enseigné à l'université (aux États-Unis, au Wellesley College) et à avoir participé à de nombreux ouvrages collectifs en anglais.
Mathilde Laigle est en outre une autrice dramatique méconnue, avec des pièces de théâtre pour enfants, notamment Une heure au château d'Étupes.
Malgré quelques articles et de nombreuses références à ses travaux, cette intellectuelle du début du XXe siècle n'a pas encore de biographie.

## Biographie

### Les premières années
Mathilde Laigle est née en 1865, à Vandoncourt dans une famille de confession protestante. Elle effectue ses études primaires et secondaires à Montbéliard, dans la classe de Sophie Banzet. Elle obtient le baccalauréat mais on ignore ensuite si elle a obtenu un diplôme universitaire français ou si elle a rejoint directement les États-Unis.

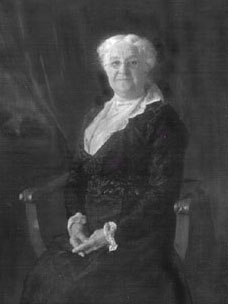
Mrs. Larrabee.

Il est vraisemblable qu'elle ait obtenu d'abord un diplôme de l'université française car de 1895 à 1903 elle est préceptrice des enfants du gouverneur de l'Iowa, poste qui nécessitait la plus grande qualification. Le couple Larrabbe (William, le gouverneur de l'Iowa et son épouse Anna Matilda Larrabee (en)) étaient politiquement très engagés dans le camp réformiste au sein du parti Républicain. Fréquentant l'élite sociale et économique de l'état, Anna Matilda est connue pour ses idées en faveur du droit à l'éducation des femmes (mais pas du droit de vote). Si elle partage certaines idées du mouvement pour le suffrage des femmes, l'épouse du gouverneur Larrabbe n'est pas féministe, nuance que l'on retrouve ensuite dans les travaux de Mathilde Laigle. Tout en étant de la meilleure société, Anna Matilda Larrabee fait elle-même la cuisine le dimanche pour laisser ce jour libre à ses domestiques. Il est vraisemblable que cette ambiance libérale, au sens américain du terme, ait plu à Mathilde Laigle qui devient vite une grande amie d'Anna Matilda. Cette dernière lui permet d'entreprendre des études à l'université de l'Iowa au même titre que ses enfants (notamment Austin). En 1905, les Larrabee lui donnent 5 000 dollars
pour qu'elle poursuive ses études à l'Université Columbia.

### La carrière universitaire
Elle soutient une thèse  portant sur la littérature française médiévale, sous la direction de M.R. Weeks et M.A. Cohn. Mathilde Laigle est présentée dans plusieurs notices comme docteure en philosophie mais il y a confusion avec le titre de Ph.doctor qui est l'équivalent américain du doctorat de Lettres. Son doctorat lui ouvre les portes de l'enseignement au Wellesley College.
D'un point de vue chronologique, on sait grâce aux archives en ligne d'Ellis Island que Mathilde Laigle effectue après 1892 trois voyages transatlantiques entre 1904, 1908 et 1918. Elle ne rentre pas en France pour la simple raison qu'aucune université française d'alors n'accepte pour titulaire de Chaire une femme (par exemple Marie Curie enseigne à l'École normale supérieure de jeunes filles créée en 1881). Elle signe alors un contrat avec le Wellesley College qui va durer au moins une vingtaine, voire une trentaine d'années.
Voir
Le Wellesley college  est une université privée américaine qui n'accueille que des femmes, généralement de la haute société. L'éducation dispensée est « libérale » au sens américain du terme, c'est-à-dire basée sur un dialogue entre les enseignants et les étudiants. L'université fondée en 1875 a pour but de préparer les femmes à administrer une collectivité : Non Ministrari sed Ministrare est la devise du Wellesley College, et signifie « Ne pas être administrées, administrer » ou « ne pas être gouvernées, gouverner » selon les traductions. Si on connaît peu, faute d'archives, le contenu de son enseignement, on connaît mieux ses élèves qui pour certaines sont devenues célèbres, et la mentalité de cette université. Il s'agit aujourd'hui encore d'une université féminine, qui se présente comme « a college for the student who has high personal, intellectual, and professional expectations » qui signifie « le Wellesley est une université pour une étudiante ayant l'espérance d'un développement important de son potentiel personnel, intellectuel et professionnel ».
En parallèle, Mathilde Laigle participe à des publications historiques et littéraires, notamment avec George Frederick Kunz pour l'écriture du Book of Pearl.

### Les travaux sur Christine de Pisan
Elle est ensuite contactée par l'éditeur Honoré Champion qui a demandé en 1906 à Jean Dufournet de diriger la collection Bibliothèque du XVe siècle, qui existe encore aujourd'hui. Il lui demande de publier la première version critique de l'ouvrage de Christine de Pisan, Le Livre des trois vertus. Celui-ci est aussi connu sous le titre Le Trésor de la Cité des Dames, devenu depuis un sous-titre.
Mathilde Laigle quitte momentanément les États-Unis pour réaliser un grand tour d'Europe des bibliothèques à la recherche des manuscrits de Christine de Pisan. Elle  visite la Bibliothèque nationale, la bibliothèque de l'Arsenal à Paris, la bibliothèque municipale de Lille, le British Museum, la Bibliothèque royale de Bruxelles et la bibliothèque royale de Dresde pour comparer les manuscrits de Christine de Pisan. Elle répertorie treize manuscrits qui lui permettent de retracer l'histoire même du Livre des Trois Vertus.
L'édition critique du Livre des Trois vertus parue en 1912 est précédée par un essai sur le milieu littéraire médiéval.

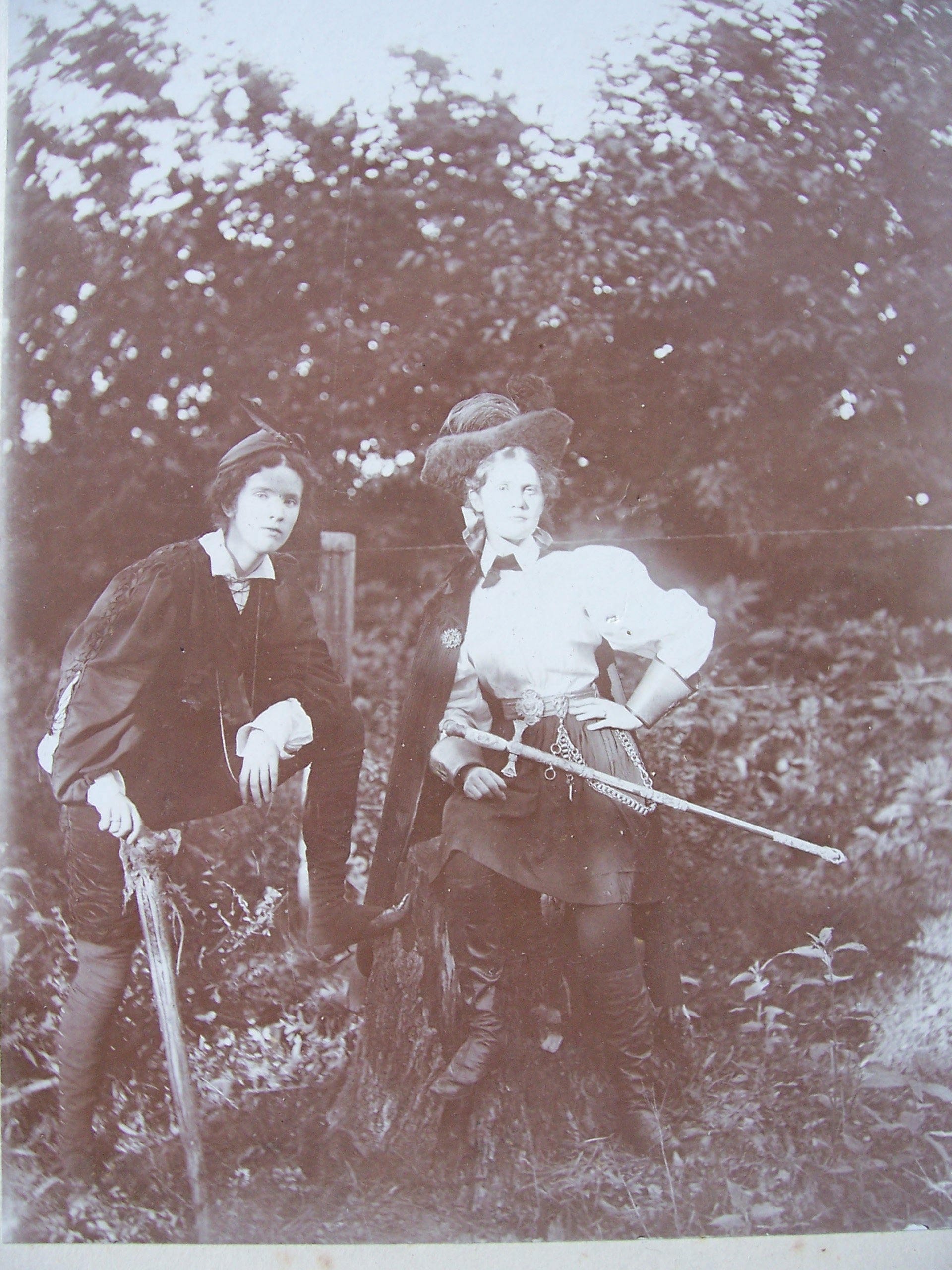
Deux comédiennes d'Une heure au château d'Étupes

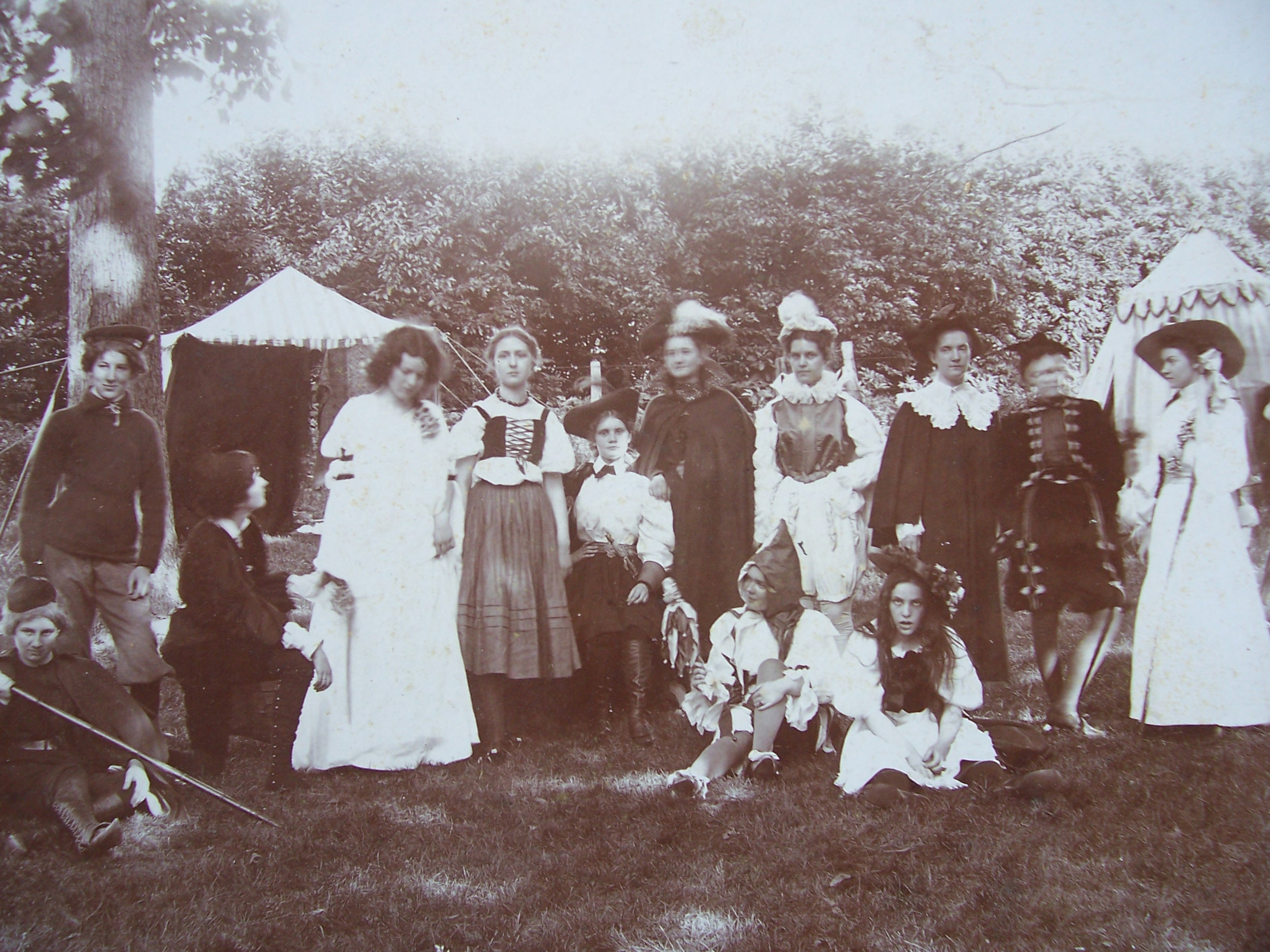
La troupe d'Une heure au château d'Étupes

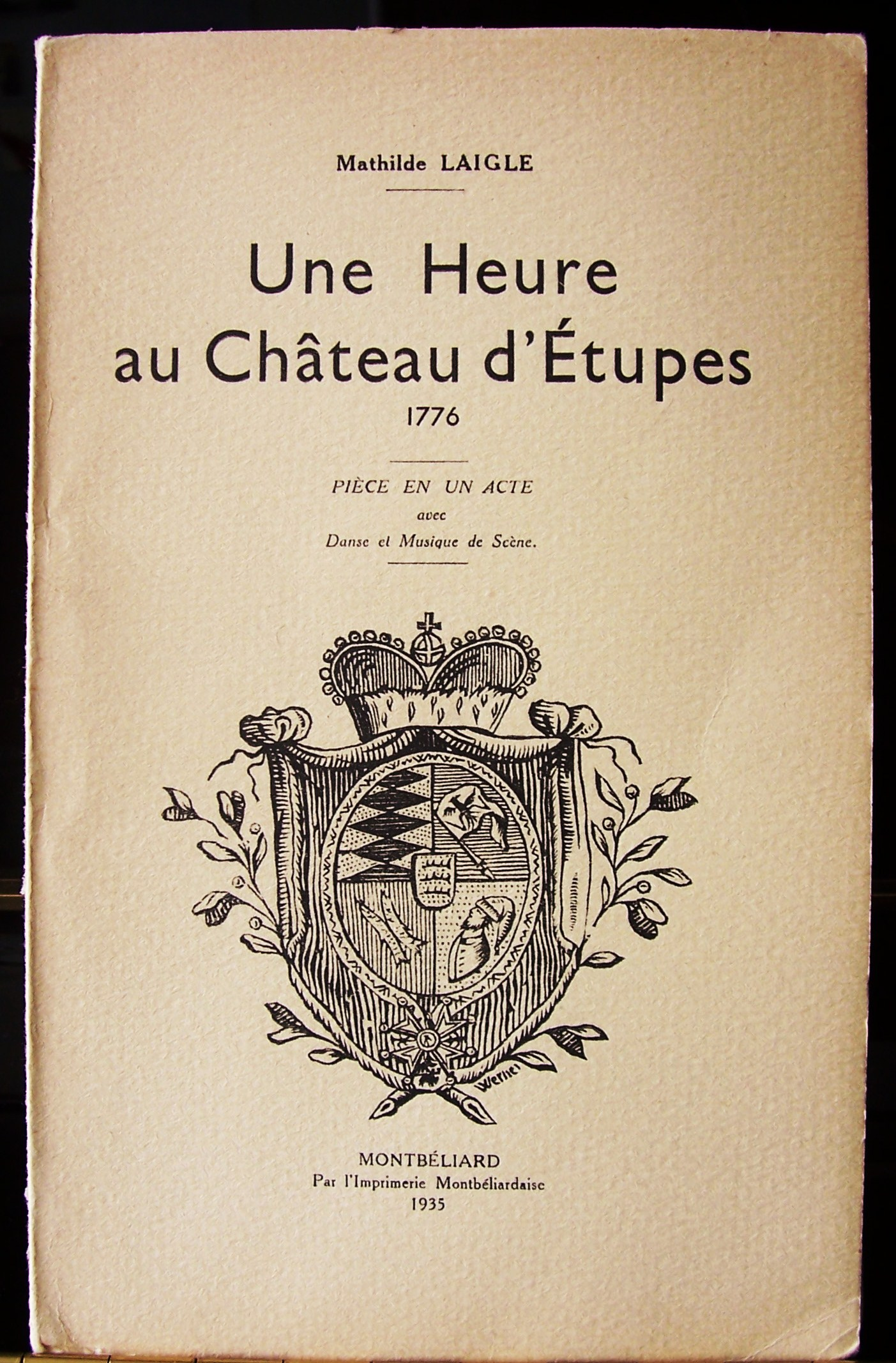

### Les dernières années
Le 11 février 1932, à l'âge de soixante dix ans, elle achète une maison à Beaumont-de-Pertuis avec sa sœur Eva Laigle-Mottet, professeure de mathématiques ; elles y élèvent leur neveu, Philippe Chambart, fils de sa sœur Léonie Laigle-Chambart. C'est dans ce village que commence sa deuxième carrière d'écrivaine pour enfants avec notamment une pièce de théâtre pour enfants jouée à partir de 1936. Elle y meurt en 1950 et est enterrée dans le cimetière du village.

## Œuvre

### Une thèse personnelle sur Christine de Pisan
Mathilde Laigle mène une réflexion sur l'histoire des femmes qui tente de dépasser les visions féministes et anti-féministes.
En 1888, quelques années avant le début de ses propres travaux, était paru le livre de William Minto (auteur d'une biographie de Daniel Defoe publiée en 1879 et d'un manuel de littérature anglaise, A Manual of English prose literature : biographical and critical designed mainly to show characteristics of style en 1872), Christine de Pisan, a medieval Champion of her Sex qui défendait l'idée que de Pisan était une des pionnières du féminisme. Mathilde Laigle, dans la monographie Le Livre des trois vertus de Christine de Pisan, consacre un chapitre pour le réfuter : « Le prétendu féminisme de Christine de Pisan ». Elle y développe deux idées, la première étant que l'auteure du Livre des trois vertus ne s'oppose pas à l'antiféminisme de son époque : « Je ne sais pas le sens exact qu'on attache à ce mot de féminisme à propos de Christine, mais […] les revendications qu'elle propose par le respect de l'usage, la pratique, les devoirs, le culte de l'honneur, tels qu'une femme sensée et vertueuse les concevait au XVe siècle. Il semble que l'antiféministe le plus convaincu ne pourrait que gracieusement s'incliner devant le féminisme de Christine de Pisan ». La seconde idée est que Christine de Pisan ne formule pas de revendications que l'on pourrait à proprement qualifier de « féministes » : « Le livre des Trois Vertus, tout attaché aux devoirs et non aux droits de la femme, ne porte aucune trace de ces timides protestations, et si Christine nourrissait quelques secrètes velléités de révolte contre le sort injuste réservé à ses sœurs, nous n'en savons rien. Elle n'en parle pas. La Cité des dames nous fournirait aussi bien son contingent d'idées anti-féministes. » Elle admet toutefois que a contrario, dans La Cité des dames, il existe « un embryon de thèse féministe », avec des « fragments épars » où « Christine se risque à proclamer pour la femme des aptitudes à s'instruire égales à celles de l'homme, et, par conséquent, un droit égal. »
Mathilde Laigle ne rentre pas dans le débat, trop contemporain à ses yeux, et propose une autre lecture : « Ce que Christine prêche, ce n'est pas le murmure, la rébellion contre les lois ou usages établis, c'est l'énergie personnelle, l'effort constant pour parer au mal : l'éviter, si possible, l'atténuer, si on ne peut l'anéantir, ou le subir avec courage, s'il est plus fort que la volonté humaine. »

### La controverse avec Ernest Langlois
Dans la Bibliothèque de l'École des chartes (année 1913, volume 74, p. 143-144), le médiéviste Ernest Langlois publie une critique vive sur la forme de l'ouvrage de Laigle. « Son livre, fort bien ordonné, écrit avec élégance, est d'une lecture agréable. Et pourtant je dois avouer qu'il m'a paru long et disproportionné à son sujet. Son commentaire du traité ressemble un peu à la glose d'Orléans. Mademoiselle Laigle a des connaissances variées et étendues et les a mises sans réserve à la disposition de ses lecteurs, sans doute elles intéresseront et instruiront la plus grande partie de son public, mais les historiens familiers avec le Moyen Âge n'y apprendront peut-être pas beaucoup. » En fait, Ernest Langlois distinguait radicalement « le public » du livre de Laigle du public universitaire, alors que les mouvements féministes américains, sous l'égide par exemple de Sojourner Truth, avaient acquis une réelle autorité intellectuelle. Il est remarquable que ce compte rendu n'aborde pas le sujet du livre mais se borne à énumérer les fautes de typographie ou les maladresses de style. On peut par exemple citer le passage suivant : « Je crains que l'érudition de l'auteur ne semble parfois sujette à caution. Par exemple, l'historien doit refuser d'assimiler la chambrière de Christine de Pisan à la serve de Barthélémy l'Anglais : « Se elle a enfans, ils sont sers du seigneur et de la mère et se la chambrière est serve, elle ne puet se marier a sa voulenté et cellui qui la prend a femme se met en servitude et le puet du seigneur vendre a denier comme un beste. » » Un exemple encore : « peut-on appeler les Gesta Romanorum « ces trésors de leçons morales cachées sous le voile d'histoires délectables autant que véridiques » ? »
Les réactions à ses travaux sont parfois rudes : lors d'une conférence en 1912 à Strasbourg, Laigle est interrompue par une personne de l'assistance qui lance à propos de Christine de Pisan : « Elle aurait mieux fait de se trouver un autre mari et de s'occuper des gamins ».

### Une heure au château d'Étupes
Autrice d'une pièce jouée par des enfants, Mathilde Laigle écrit dans son introduction : « Tout se passe sur la même scène, sans changement de décor, afin de faciliter la représentation. C'est une simple série de tableaux dont la durée ne doit pas demander au delà de 1 heure à 1 heure 15. Cette piécette a été écrite pour des gens de village du pays de Montbéliard, pour qui le patois évoque des souvenirs savoureux, et non pour les citadins purs ou des intellectuels. »

## Publications
La plupart des œuvres de Mathilde Laigle sont en anglais. Cette liste est incomplète.

### Ouvrages en français
- Le Livre des trois vertus de Christine de Pisan et son milieu historique et littéraire, Paris, Honoré Champion, 1912, 375 pages, collection : Bibliothèque du XVe siècle, lire en ligne sur Gallica
- Une heure au château d'Étupes, 1776, pièce en 1 acte avec chant et musique de scène. Étupes, 20 mars 1926, Montbéliard, Imprimerie montbéliardaise, 1935. In-8 ̊, 48 p.

### Ouvrages en anglais
- Avec George Frederic Kunz, The Book of Pearl.
- French Medieval Litterature, Thesis, Ph.D, année de publication inconnue. (à compléter)

### Traductions et études critiques
L'édition critique du Livre des trois vertus par Mathilde Laigle a été traduite en portugais. Cette traduction a fait l'objet d'une étude : A Portuguese Translation of Christine de Pisan's Livre des trois vertus par Charity Cannon Willard. Les ouvrages de Mathilde Laigle sont commentés en allemand.